# Sony Xperia X
Sony Xperia X — це смартфон на базі Android, який продавався та вироблявся Sony Mobile. Він є частиною нової серії Xperia X, був представлений під час MWC, 22 лютого 2016 року, разом із Xperia X Compact і X Performance. Серія Sony Xperia X, мала стати окремою лінійкою, замінивши колишню серію Sony Xperia Z, як підтвердив старший менеджер з маркетингу продуктів Sony Mobile Джун Макіно в лютому 2016 року. За характеристиками наступником Z5, виступає X Performance, в той час як Xperia X, ближче до Xperia M5. Перший був флагманом першої половини 2016 року.
На заході «Investor Day» у 2017 році Sony оголосила, що відмовиться від своїх телефонів класу «преміум-стандарту» (на крок нижче від флагманських преміальних моделей), до якого входили Xperia X і X Compact. Флагманські телефони X Performance і XZ продовжуватимуть випускати, а також XA1, XA1 Ultra і майбутні XZ1 і XZ1 Compact.

## Дизайн
За загальним дизайном, смартфони не дуже помінявся від попередника. Ззаду телефони використовують вже металеву панель, яка залежно від кольору буде пофарбована. Там розташована задня камера, зверху в лівому куті, яка випирає і нижче світлодіодний спалах. Бічні кути заокруглені по кутам, на лівій стороні розташувався лоток для SIM-карти (якщо версія Dual, то гібридний) і карти пам'яті. Зверху 3,5 мм роз'єм і додатковий мікрофон, основний вже знизу разом із роз'ємом microUSB. З правої сторони розташувався втоплений в металеву рамку сканер відбитків пальців, ідентичний Z5, гойдалка гучності, яка розташована між кнопкною живлення і затвора камери, остання знаходиться на самому низу. В X Performance бокова рамка пластикова, але він захищений від води та пилу, маючи рейтинг IP65 і 68, якого немає звичайний X. Екран має захисне 2,5D скло, проте якого бренду невідомо. Світлодіодний спалах, індикатор і датчик наближення й освітлення розташовані вище екрана. Там також розташовані подвійні стерео динаміки, один над екраном, другий нижче. Телефони продававись в білому, чорному «рожевому золоті» і «лаймовому золоті», проте в Xperia X, вони всі мають атласове покриття, тоді як в X Performance білий і чорні кольори матове. Розміри телефонів такі: X 143x69x7,7 мм; X Performance 143,7x70,4x8,7 мм; Вага: X 153 г; X Performance 164,4 г;

## Характеристики смартфона

### Апаратне забезпечення
Смартфони мають різні процесори, в Xperia X це шестиядерний процесор Qualcomm Snapdragon 650 (MSM8956), й використовує графічний процесор Adreno 510, тоді як в X Performance стоїть чотириядерний Qualcomm Snapdragon 820 (MSM8996) разом із Adreno 530. 3 ГБ оперативної пам’яті, внутрішня об’ємом 32 або 64 ГБ із можливістю розширення карткою microSDXC до 200 ГБ, характерне для обох смартфонів, але в X Performance стоїть eMMC 5.1. Вони оснащений 5,0-дюймовим (130 мм) екраном з роздільною здатністю Full HD і щільністю пікселів 441 ppi, де наявне олеофобне покриття. Задня камера Xperia X має 23 мегапіксельний сенсор зображення Sony Exmor RS, з розміром 1/2,3 дюйма, діафрагмою f/2.0, зі швидким запуском, а також має інтелектуальний гібридний автофокус, який використовує фазове виявлення автофокусування, забезпечуючи фокусування на об'єкті за 0,03 секунди. Фронтальна камера має 13 Мп сенсор Exmor RS for mobile, з розміром 1/3 дюйма та об’єктивом f/2.2, еквівалентний 22 мм. Акумулятори Li-ion, майже не відрізняються ємністю, 2620 мА·г у Xperia X і 2700 у X Performance, обидва підтримують швидку зарядку 18 Вт разом із технологією адаптивної зарядки QNOVO, яка спрямована на продовження терміну служби акумулятора.

### Програмне забезпечення
Xperia X були представлені з Android 6.0.1 «Marshmallow» на борту, з інтерфейсом користувача і програмним забезпеченням Sony. 23 серпня 2016 року Sony оголосила, що Xperia X отримають оновлення до Android 7.1.1 «Nougat». 19 грудня 2016 офіційно випущено оновлення Android 7.0 Nougat для Xperia X. У червні 2017 року Sony випустила Android 7.1.1 Nougat для Xperia X.  Було оголошено, що Sailfish OS перейде до фази бета-тестування спільноти в липні 2017, і випущена у деяких країнах з 11 жовтня 2017 року. 6 лютого 2018 року Xperia X і X Performance отримали офіційне оновлення Android 8.0 «Oreo». Ubuntu Touch також можна встановити лише на Xperia X, який насправді є одним із найкращих підтримуваних пристроїв.

## Варіанти
У таблиці є опис всіх варіантів Xperia X (X, X dual sim, X Peformance), які продаються у світі:
| Модель              | Діапазони | Примітки |
| ------------------- | --- | -------- |
| F5121 (одно-SIM)    | GSM GPRS/EDGE 850, 900, 1800, 1900 МГц UMTS HSPA+ 800 (VI діапазон), 800 (XIX діапазон), 850 (V діапазон), 900 (VIII діапазон), 1700 (IV діапазон), 1900 (II діапазон), 2100 (I діапазон) Мгц LTE (діапазони 1,2,3,4,5,7,8,12,17,19,20,26,28,38,39,40,41)                                                              | [ 20 ]   |
| F5122 (два-SIM)     | GSM GPRS/EDGE 850, 900, 1800, 1900 МГц UMTS HSPA+ 800 (VI діапазон), 800 (XIX діапазон), 850 (V діапазон), 900 (VIII діапазон), 1700 (IV діапазон), 1900 (II діапазон), 2100 (I діапазон) Мгц LTE (діапазони 1,2,3,4,5,7,8,12,17,19,20,26,28,38,39,40,41)                                                              | [ 21 ]   |
| F8131 (Performance) | GSM GPRS/EDGE 850, 900, 1800, 1900 МГц UMTS HSPA+ 800 (VI діапазон), 800 (XIX діапазон), 850 (V діапазон), 900 (VIII діапазон), 1700 (IV діапазон), 1900 (II діапазон), 2100 (I діапазон) МГц LTE (діапазони 1, 2, 3, 7, 8, 12, 13, 17, 19, 20, 21, 26, 28, 38, 39, 40, 41 (SO-04H)/ 1, 2, 3, 4, 8, 12, 17, 41 (502SO) | [ 22 ]   |